# Vozilići
 Vozilići  (olaszul:  Vosilla) falu Horvátországban, Isztria megyében. Közigazgatásilag Kršanhoz tartozik.

## Fekvése
Az Isztriai-félsziget keleti részén, Labintól 10 km-re északkeletre, községközpontjától 3 km-re délkeletre, az Učka-hegység nyugati lejtőin, a 64-es és 66-os főutak kereszteződésében fekszik.

## Története
Területén már az ókorban éltek emberek. Ennek bizonyítéka, hogy a közelben a Kršan felé vezető út mellett római sírkőlapot találtak. A falunak 1880-ban 396, 1910-ben 363 lakosa volt. Lakói mezőgazdasággal, szőlő és olivaolaj termeléssel, valamit tengeri halászattal is foglalkoztak. Az 1970-es években számos lakosa a közeli plomin lukai hőerőműben talált munkát. Lakossága az utóbbi időben főként a hőerőmű és a főutak közelsége miatt gyarapodott. 2011-ben 235 lakosa volt.

## Lakosság
| Lakosság változása | Lakosság változása | Lakosság változása | Lakosság változása | Lakosság változása | Lakosság változása | Lakosság változása | Lakosság változása | Lakosság változása | Lakosság változása | Lakosság változása | Lakosság változása | Lakosság változása | Lakosság változása | Lakosság változása | Lakosság változása |
| ------------------ | ------------------ | ------------------ | ------------------ | ------------------ | ------------------ | ------------------ | ------------------ | ------------------ | ------------------ | ------------------ | ------------------ | ------------------ | ------------------ | ------------------ | ------------------ |
| 1857               | 1869               | 1880               | 1890               | 1900               | 1910               | 1921               | 1931               | 1948               | 1953               | 1961               | 1971               | 1981               | 1991               | 2001               | 2011               |
| 0                  | 0                  | 396                | 309                | 365                | 363                | 0                  | 0                  | 289                | 243                | 212                | 197                | 234                | 243                | 248                | 235                |